# Parafia Świętych Apostołów Piotra i Pawła w Turze
Parafia Świętych Apostołów Piotra i Pawła w Turze – parafia rzymskokatolicka znajdująca się w archidiecezji łódzkiej, w dekanacie poddębickim.
Według stanu na miesiąc luty 2017 liczba wiernych w parafii wynosiła 1420 osób.

## Proboszczowie
Poczet proboszczów od 1920:
- Ludwik Laskowski (1920–1935)
- Henryk Laskowski (1935–1940)
- Tadeusz Szyszkiewicz (1945–1947)
- Antoni Szarejko (1947–1953)
- Henryk Zagroba (1953–1970)
- Marian Pazurek (1970–1986)
- Roman Krześlak (1986–2011)
- Krzysztof Panek (2011–2018)
- Andrzej Kroczek (2018–2022)
- Piotr Ciącio (od 2022)[2]